# Lumpenopsis
Lumpenopsis is een geslacht van straalvinnige vissen uit de familie van stekelruggen (Stichaeidae).

## Soorten
- Lumpenopsis clitella Hastings & Walker, 2003
- Lumpenopsis hypochroma (Hubbs & Schultz, 1932)
- Lumpenopsis pavlenkoi Soldatov, 1916
- Lumpenopsis triocellata (Matsubara, 1943)